# Choda Afarin
Choda Afarin (persisch خداآفرین, DMG Ḫodā-Afarīn, ‚Gotteswerk‘) ist ein Verwaltungsbezirk (Schahrestan) in der Provinz Ost-Aserbaidschan im Nordwesten des Iran. Im Jahr 2006 hatte Choda Afarin hochgerechnet 34.461 Einwohner.